# Fermín de Lasala y Urbieta
Fermín de Lasala y Urbieta (San Sebastián, 6 de julio de 1798 - Madrid, 1 de abril de 1853) fue un empresario y político liberal español. 

## Biografía
Nació en San Sebastián en 1798, hijo de un modesto comerciante vascofrancés de nombre Jean Lassalle, instalado en la ciudad y casado con una nativa guipuzcoana.
Fermín de Lasala fue un brillante empresario que consiguió amasar una importante fortuna a lo largo de su vida. Sus inicios los hizo trabajando en una de las casas de comercio más importantes de la ciudad, la de los Collado. Consiguió hacerse con un capital que le permitió invertir en la compra de solares de casas destruidas por el incendio de 1813. Con la reconstrucción de estas casas obtuvo una pequeña fortuna, fue admitido como socio de la sociedad Viuda de Collado e Hijos y finalmente en 1827 se llegó a casarse con la hija de la dueña. 
Durante la Primera Guerra Carlista (1833-1840) tomó partido por el bando liberal. Comienza entonces su participación en política al implicarse junto con otros liberales donostiarras en la gestión municipal de la ciudad que apoya decididamente la causa liberal. La guerra le sirvió también para acrecentar aún más su fortuna ya que hizo negocios con los suministros de los ejércitos liberales del norte. 
Tras la finalización de la guerra ejerce brevemente como alcalde de San Sebastián (1842) , diputado foral y presidente de la Diputación de Guipúzcoa (1844). 
En 1846 fue elegido Diputado a Cortes por el distrito de San Sebastián. Fue reelegido en otras tres ocasiones consecutivas (1850, 1851 y 1853) a ese cargo. Durante su estancia en Madrid de 1846 a 1853 además de Diputado fue nombrado Secretario Honorario de S.M. (1847) y consiliario del Banco de San Fernando (1848-49). Falleció en Madrid en 1853 al poco de jurar por cuarta consecutiva su cargo de diputado, sin llegar a cumplir los 55 años de edad.
En el momento de su fallecimiento había acumulado una fortuna millonaria; poseía fábricas de harina, terrenos, barcos, astilleros y numerosas participaciones en negocios de fabricación de hierro, empresas comerciales y ferrocarriles. Toda su fortuna fue heredada por su hijo de igual nombre, Fermín de Lasala y Collado, que se convertiría también en una figura política y económica de primer orden. Su hijo sería más conocido por el título nobiliario de Duque de Mandas.
A las pocas semanas de saberse de su muerte, el ayuntamiento de San Sebastián decidió honrarle con una plaza y la Plazuela de la Aduana fue rebautizada como Plaza de Lasala. Se da la circunstancia de que el propio Lasala había promovido años antes el proyecto de creación de esta plaza, proponiendo dejar un espacio libre al reedificar los solares de esta parte de la ciudad. La Plaza de Lasala se encuentra en la Parte Vieja de la ciudad.